# 多久市立東原庠舎東部校

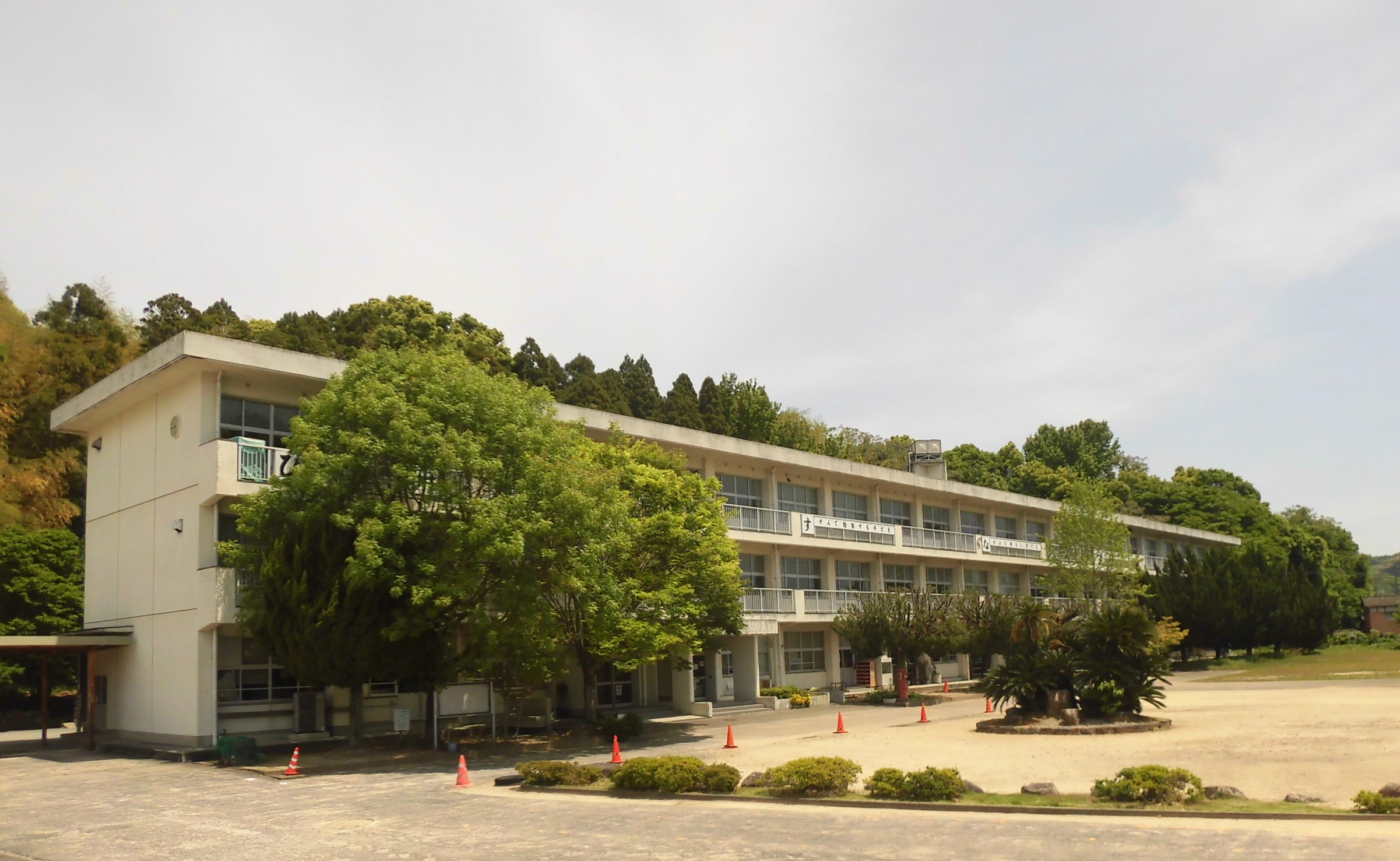
旧・多久市立東部小学校

多久市立東原庠舎東部校（たくしりつ とうげんしょうしゃとうぶこう）は、佐賀県多久市東多久町にある公立の小中一貫義務教育学校。

## 概要
歴史
2013年（平成25年）の多久市内の小中学校再編により、市東部に位置する小学校2校（東部・納所）を統合した上で「多久市立東部小学校」とし、「多久市立東部中学校」との小中一貫校となる。その後、校種変更により、2017年（平成29年）に義務教育学校「東原庠舎東部校」として改めて開校した。
校訓
「誠実・夢・実践・郷土愛」
校章
中央に「東」の文字を置いている。
特色
『4・3・2制』を採る。
校名の由来
「東原庠舎」の呼称は、佐賀藩多久邑領主多久茂文が元禄12年（1699年）現在の多久町東の原に設置した郷学（教育機関）に由来する。多久市立の小中学校はすべて義務教育学校となっており、校名がすべて「多久市立東原庠舎」で始まっている（中央校・東部校・西渓校）。
学区
東多久町の全域。学区が広範囲のためスクールバスを運行しており、通学距離が1 - 6年生は2km、7 - 9年生は6km以上が対象。

## 歴史
旧・東部小学校、東部中学校
- 1874年（明治7年）5月 - 「別府小学校」が創立。
- 1886年（明治19年）10月 - 小学校令施行により、尋常科（4年制）を設置の上、「尋常別府小学校」に改称。
- 1889年（明治22年）4月1日 - 町村制施行により、別府村と納所村の2村が合併し、東多久村が発足。
- 1883年（明治26年）4月 - 「別府尋常小学校」に改称。
- 1894年（明治27年）- 高等科を併置の上、「別府尋常高等小学校」に改称。

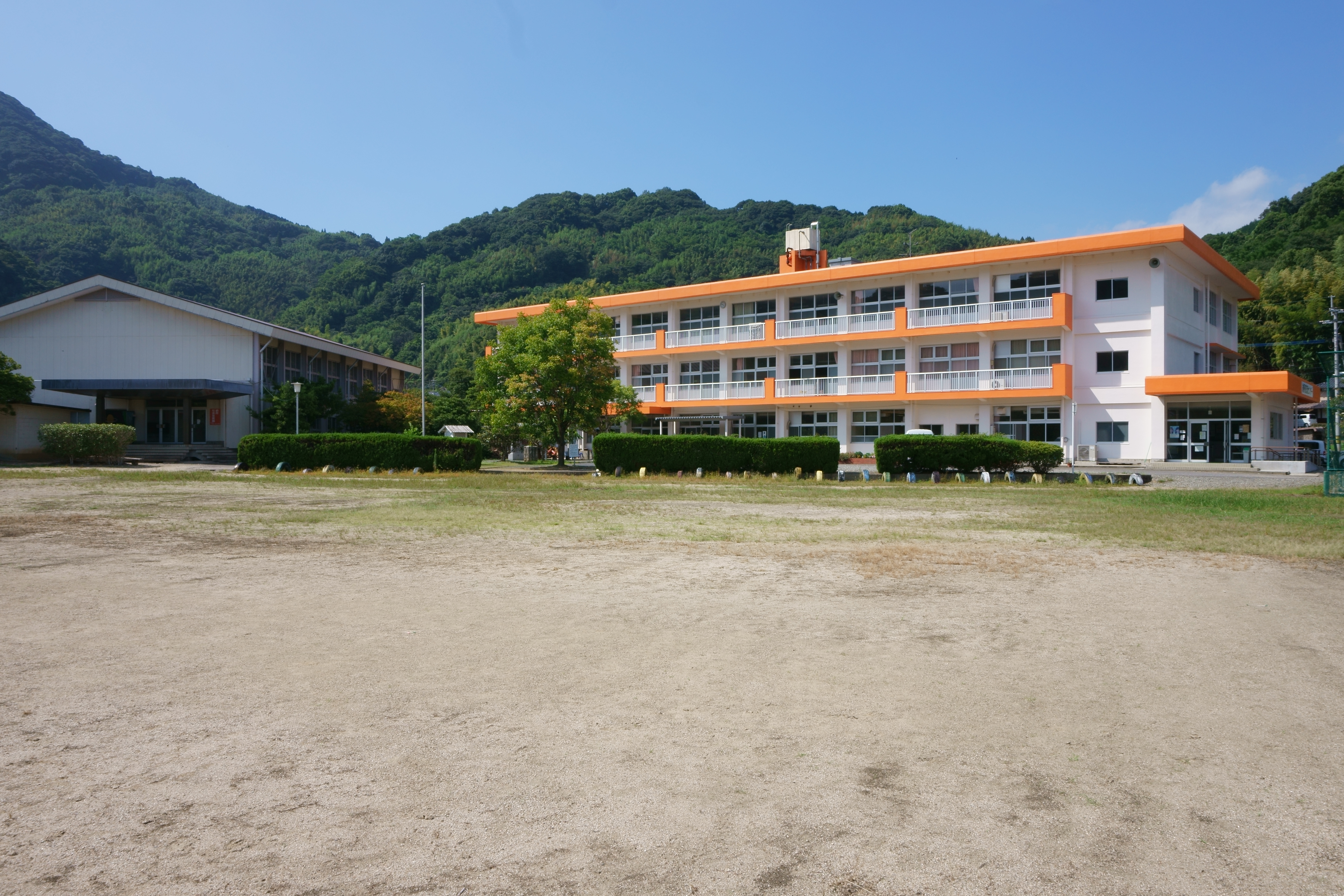
旧・多久市立納所小学校

- 1904年（明治37年）3月 - 「東多久尋常高等小学校」に改称。納所分教場を設置。
- 1941年（昭和16年）4月1日 - 国民学校令の施行により、「東多久村国民学校」に改称。尋常科を初等科に改める。
- 1947年（昭和22年）4月1日 - 学制改革が行われる。
  - 東多久村国民学校の初等科が新制小学校に改組され、「東多久村立東多久小学校」に改称。
  - 東多久村国民学校の高等科が青年学校普通科とともに、新制中学校「東多久村立東多久中学校」に改組される。当初小学校に併置される。
- 1954年（昭和29年）5月1日 - 町村合併により多久市が発足。これにより、「多久市立東部小学校」・「多久市立東部中学校」に改称。小学校の納所分教場を「納所分校」とする。
- 1955年（昭和30年）4月1日 - 納所分校が分離の上、多久市立納所小学校として独立。
- 2013年（平成25年）3月31日 - 多久市立東部小学校が閉校。139年の歴史に幕を閉じる。
  - 最終所在地（東部小学校） - 〒846-0012 佐賀県多久市東多久町大字別府3150番地（北緯33度16分58.7秒 東経130度09分15.6秒 / 北緯33.282972度 東経130.154333度）

旧・納所小学校（納所の読みは「のうそ」）
- 1904年（明治37年）3月 - 「東多久尋常高等小学校 納所分教場」が設置される。
- 1941年（昭和16年）4月1日 - 「東多久村国民学校 納所分教場」に改称。
- 1947年（昭和22年）4月1日 - 「東多久村立東多久小学校 納所分教場」に改称。
- 1954年（昭和29年）5月1日 - 「多久市立東部小学校 納所分校」に改称。
- 1955年（昭和30年）4月1日 - 多久市立東部小学校より分離の上、「多久市立納所小学校」として独立。
- 2013年（平成25年）3月31日 - 閉校。109年の歴史に幕を閉じる。
  - 最終所在地（納所小学校） - 〒846-0014 佐賀県多久市東多久町2578番地1（北緯33度15分30.4秒 東経130度10分05.5秒 / 北緯33.258444度 東経130.168194度）

小中一貫校（東部小学校・東部中学校）
- 2013年（平成25年）4月1日 - 多久市内の7小学校を再編。そのうちの2校（東部・納所）を統合し「多久市立東部小学校」開校。多久市立東部中学校との小中一貫校[1]。小中併せた通称として「東原庠舎中央校」の名も用いた。

義務教育学校
- 2017年（平成29年）4月1日 - 校種変更により、義務教育学校「多久市立東原庠舎東部校」（現校名）開校[1]。

## 交通アクセス
最寄りの鉄道駅
- JR九州 唐津線 「東多久駅」

最寄りのバス停留所
- 昭和バス 唐津・佐賀線「東原庠舎東部校前」停留所

最寄りの幹線道路
- 国道203号

## 周辺
- 東多久運動広場（旧・東部小学校グラウンド）
- 東多久社会体育館（旧・東部小学校体育館）
- 東多久公民館

## 参考資料
- 「小城郡史」（小城郡教育会, 1934年（昭和9年）出版）p.283～
- 「多久の歴史」（多久市, 1964年（昭和39年）出版）p.905～